# Manifeste des intellectuels antifascistes

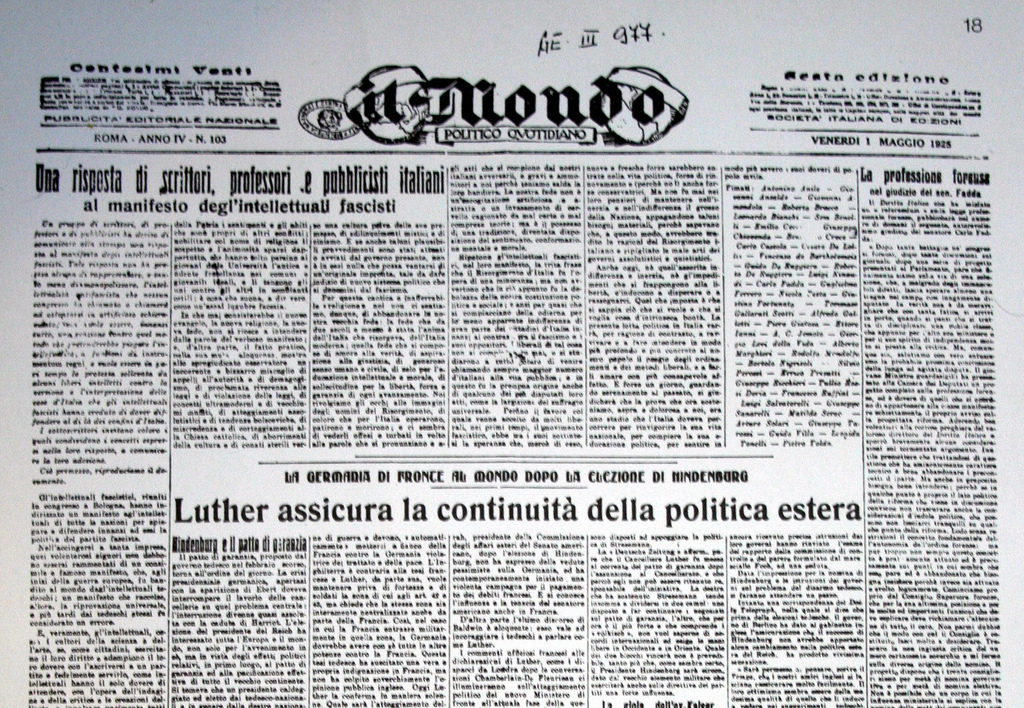
Le manifeste en une du journal Antimanifesto, a été publié dans le quotidien italien Il Mondo (Rome, 1 mai 1925).

Le manifeste des intellectuels antifascistes (Manifesto degli intellettuali antifascisti), connu aussi sous le nom d'Antimanifesto, a été publié dans le quotidien italien Il Mondo (it), le 1er mai 1925,, suivi par six autres quotidiens, réunissant en tout 164 signataires.

## Histoire

### Contexte
Le manifeste a été rédigé par Benedetto Croce en réponse au manifeste des intellectuels fascistes de Giovanni Gentile. Ainsi sa publication dans le quotidien Il Mondo (it) le 1er mai, jour de la fête internationale des travailleurs, répond à la publication du manifeste des intellectuels fascistes le 21 avril, jour anniversaire de la fondation de Rome.
Le manifeste marque la rupture définitive du philosophe Benedetto Croce avec le fascisme, après qu'il a déjà voté au Sénat la confiance au gouvernement de Benito Mussolini le 31 octobre 1922, puis l'a renouvelée le 24 juin 1924, en espérant que Mussolini évince les extrémistes et les squadristes.
La proposition de rédiger ce manifeste est faite par Giovanni Amendola qui écrit, le 20 avril 1925 : « Cher Croce, avez-vous lu le manifeste fasciste aux intellectuels étrangers ?... Aujourd'hui j'ai rencontré différentes personnes qui pensent, qu'après la déclaration fasciste, nous avons le droit de parler et le devoir de répondre. Qu'en pensez-vous ? Seriez-vous disposé à signer un document de réponse qui puisse avoir votre approbation ? Et, en ce cas, vous sentiriez-vous de l'écrire vous-même ? » ; Croce répondit le lendemain : .

### Reprise du manifeste
Le texte est le même jour republié par Il Popolo (it) (Rome), Il Mattino (Naples), Il Giornale d'Italia (Rome), le Corriere della Sera (Milan), La Voce Repubblicana (it) (Rome), La Stampa (Turin).

## Les signataires
Au-delà de la première liste de signataires de la sortie le  1er mai, jour de la fête internationale des travailleurs, répond à la publication du manifeste des intellectuels fascistes le 21 avril, Il Mondo (it) a publié les 10 et 22 mai deux autres listes plus importantes listes. Parmi les signataires se trouvent :
- Filippo Abignente (it)[5]
- Luigi Albertini[6]
- Sibilla Aleramo[7]
- Giulio Alessio[6]
- Corrado Alvaro[7]
- Giovanni Amendola[7],[6]
- Antonino Anile
- Giovanni Ansaldo (it)[6]
- Vincenzo Arangio-Ruiz (en)[6]
- Antonio Banfi[8]
- Sem Benelli[9]
- Roberto Bracco[6]
- Costantino Bresciani Turroni[6]
- Piero Calamandrei[10],[6]
- Mario Casella (it)[11]
- Carlo Cassola[6]
- Emilio Cecchi[7]
- Emilio Chiovenda[6]
- Benedetto Croce (promoteur)[6]
- Cesare De Lollis (it)[6]
- Floriano Del Secolo (it)[6]
- Guido De Ruggiero[6]
- Gaetano De Sanctis[6]
- Francesco De Sarlo (it)[6]
- Luigi Einaudi[12],[6]
- Giorgio Errera (it)[13]
- Guido Ferrando (it)[14]
- Guglielmo Ferrero[15]
- Giustino Fortunato[6]
- Tommaso Gallarati Scotti (it)[6]
- Panfilo Gentile (it)[16]
- Arturo Carlo Jemolo[6]
- Arturo Labriola[6]
- Eustachio Paolo Lamanna (it)[6]
- Giuseppe Levi[17],[6]
- Giorgio Levi Della Vida[6]
- Carlo Linati (it)[6]
- Paola Lombroso Carrara (it)[6]
- Attilio Momigliano (it)[18]
- Rodolfo Mondolfo (en)[6]
- Eugenio Montale[19]
- Marino Moretti[6]
- Gaetano Mosca[7]
- Ugo Enrico Paoli (it)[6]
- Giorgio Pasquali (it)[6]
- Gaetano Pieraccini (it)[6]
- Giuseppe Rensi[20]
- Vincenzo Rivera (it)[21]
- Francesco Ruffini (it)[6]
- Gaetano Salvemini[6]
- Matilde Serao[22],[7]
- Adriano Tilgher[23]
- Vito Volterra[6]
- Umberto Zanotti Bianco[6]

## Le texte du manifeste (1ermai 1925)
Les intellectuels fascistes, réunis en congrès à Bologne, adressèrent un manifeste aux intellectuels de toutes les nations pour expliquer et défendre devant eux la politique du parti fasciste. En se préparant à une telle entreprise, ces messieurs volontaires n'ont pas dû se souvenir d'un manifeste tout aussi célèbre, qui, au début de la guerre européenne, a été interdit au monde par les intellectuels allemands ; un manifeste qui, à l'époque, fit l'objet de reproches universels, et fut plus tard considéré comme une erreur par les Allemands eux-mêmes. Et, vraiment, les intellectuels, c'est-à-dire les amateurs de science et d'art, si, en tant que citoyens, ils exercent leur droit et remplissent leur devoir en adhérant à un parti et en le servant fidèlement, en tant qu'intellectuels, ils n'ont qu'un devoir d'attendre, avec le travail d'investigation et de la critique et les créations d'art, pour élever également tous les hommes et tous les partis à la plus haute sphère spirituelle afin qu'avec des effets toujours plus bénéfiques, ils livrent les luttes nécessaires. Franchir ces limites de la fonction qui leur est assignée, contaminer la politique et la littérature, la politique et la science, est une erreur qui, lorsqu'il est alors fait, comme en l'espèce, de prôner des violences et des brimades déplorables et la suppression de la liberté de la presse, ne peut même pas prétendre être une erreur généreuse.
Ce n'est pas non plus, cet acte des intellectuels fascistes, un acte qui rayonne d'un sentiment très délicat envers la patrie, dont il n'est pas licite de soumettre les peines au jugement des étrangers, insouciants (comme d'ailleurs il est naturel) de regarder en dehors des intérêts politiques différents et particuliers de leurs propres nations. En substance, cette écriture est une courbe d'apprentissage scolaire, dans laquelle les confusions doctrinales et les raisonnements mal tournés peuvent être vus à chaque point ; par exemple, où l'atomisme de certaines constructions de la science politique du XVIIIe siècle est pris en échange du libéralisme démocratique du XIXe siècle, c'est-à-dire de la démocratie antihistorique, abstraite et mathématique, avec la conception suprêmement historique de la libre compétition et de l'alternance des partis au pouvoir, où, grâce à l'opposition, le progrès est presque gradué ; ou par exemple, où, avec un échauffement rhétorique facile, on célèbre la soumission consciencieuse des individus à l'ensemble, presque comme s'il s'agissait de cela, et non pas de la capacité des formes autoritaires à garantir l'élévation morale la plus efficace ; ou encore, où se donne à lire une tromperie dans la dangereuse confusion entre les institutions économiques, comme les syndicats, et les institutions morales, comme les assemblées législatives, et l'on rêve de l'union ou plutôt du mélange des deux ordres, ce qui conduirait à la corruption mutuelle, ou du moins, à l'entrave mutuelle.
Et laissons de côté les interprétations et manipulations historiques maintenant connues et arbitraires. Mais le mauvais traitement des doctrines et de l'histoire importe peu dans cet écrit, comparé à l'abus qu'on fait du mot « religion » ; parce que, dans le sens que lui donnent ces messieurs intellectuels fascistes, nous, maintenant en Italie, nous nous réjouirions d'une guerre de religion, des actes d'un nouvel évangile et d'un nouvel apostolat contre une vieille superstition, qui répugne à la mort qui se dresse au-dessus d'elle et dont il devra s'habiller ; et la preuve en est la haine et la rancœur qui brûlent, maintenant comme jamais auparavant, entre Italiens et Italiens. Appeler "conflit de religions" la haine et la rancœur qui sont allumées contre un parti qui nie aux membres des autres partis le caractère d'Italiens et les insulte en tant qu'étrangers, et dans ce même acte se place aux yeux de ceux-ci comme un étranger et un oppresseur, et introduit ainsi dans la vie du pays les sentiments et habitudes typiques des autres conflits ; ennoblir du nom de "religion" la méfiance et l'animosité diffusées partout, qui ont privé même la jeunesse universitaire de l'antique et confiante fraternité dans des idéaux communs et juvéniles, et maintiennent les jeunes les uns contre les autres dans des apparences hostiles ; c'est quelque chose qui sonne, à vrai dire, comme une plaisanterie très lugubre.
En quoi consisterait le nouvel évangile, la nouvelle religion, la nouvelle foi, on ne peut le comprendre à partir des paroles de ce verbeux manifeste ; et, d'autre part, le fait pratique, dans son éloquence muette, montre à l'observateur peu scrupuleux un mélange incohérent et bizarre d'appels à l'autorité et de démagogie, de respect proclamé pour les lois et la transgression, de concepts ultra-modernes et de vieux trucs moisis, d'attitudes absolutistes et de tendances bolcheviques, d'incrédulité et de courtoisie envers l'Église catholique, d'horreurs de la culture et de tentatives stériles vers une culture dépourvue de ses prémisses, d'absurdités mystiques et de cynisme. Et même si quelques mesures plausibles ont été mises en place ou initiées par le gouvernement actuel, il n'y a rien en elles qui puisse se vanter d'une empreinte originale, de nature à donner des indications d'un nouveau système politique qui prend le nom de fascisme. Pour cette "religion" chaotique et insaisissable, nous n'avons donc pas envie d'abandonner notre ancienne foi : la foi qui, pendant deux siècles et demi, a été l'âme de l'Italie renaissante, de l'Italie moderne ; cette foi qui était faite d'amour de la vérité, d'aspiration à la justice, d'un sens humain et civique généreux, de zèle pour l'éducation intellectuelle et morale, de souci de liberté, de force et de garantie de tout progrès.
Nous tournons nos regards vers les images des hommes du Risorgimento, de ceux qui ont travaillé, souffert et péri pour l'Italie ; et nous semblons voir leurs visages offensés et troublés par les paroles qui sont prononcées et par les actes qui sont accomplis par nos adversaires, et graves et occupés à nous prévenir, parce que nous gardons ferme leur drapeau. Notre foi n'est pas une excogitation artificielle et abstraite ou une invasion du cerveau causée par des théories incertaines ou mal comprises ; mais c'est la maîtrise d'une tradition, qui est devenue une disposition de sentiment, une conformation mentale ou morale. Les intellectuels fascistes répètent, dans leur manifeste, la phrase éculée selon laquelle le Risorgimento d'Italie était l'œuvre d'une minorité ; mais ils ne s'aperçoivent pas que c'était précisément là la faiblesse de notre constitution politique et sociale ; en effet, il semble presque qu'ils se réjouissent de l'indifférence au moins apparente d'une grande partie des citoyens italiens face aux contrastes entre le fascisme et ses opposants. Les libéraux ne s'en contentèrent jamais, et ils s'efforcèrent d'y parvenir en appelant un nombre toujours plus grand d'Italiens à la vie publique ; et en cela était aussi l'origine principale de certains de leurs actes les plus contestés, comme l'octroi du suffrage universel.
Même la faveur avec laquelle le mouvement fasciste a été initialement reçu par de nombreux libéraux avait parmi ses implications l'espoir que, grâce à lui, des forces nouvelles et fraîches entreraient dans la vie politique, des forces de renouveau et (pourquoi pas ?) aussi des forces conservatrices. Mais il n'a jamais été dans leur pensée de maintenir le gros de la nation dans l'inertie et l'indifférence, subvenant à certains besoins matériels, car ils savaient que, de cette manière, ils auraient trahi les raisons du Risorgimento italien et repris les mauvais arts de l'absolutisme et du quiétisme.
Aujourd'hui encore, ni cette prétendue indifférence et cette inertie, ni les défauts qui entravent la liberté, ne nous conduisent au désespoir ou à la résignation. Ce qui compte, c'est que nous sachions ce que nous voulons et que nous voulions quelque chose d'intrinsèquement bon. La lutte politique actuelle en Italie servira, pour des raisons de contraste, à raviver et à faire comprendre à notre peuple d'une manière plus profonde et plus concrète la valeur des systèmes et des méthodes libéraux, et à les faire aimer avec une affection plus consciente. Et peut-être un jour, regardant sereinement le passé, jugera-t-on que l'épreuve que nous subissons maintenant, dure et douloureuse pour nous, a été une étape que l'Italie a dû traverser pour rajeunir sa vie nationale, pour mener à bien son éducation politique, pour ressentir d'une manière plus rigoureuse ses devoirs de peuple civilisé. 
Benedetto Croce